# UFC on ESPN: Cannonier vs. Imavov
UFC on ESPN: Cannonier vs. Imavov (también conocido como UFC on ESPN 57) fue un evento de artes marciales mixtas producido por Ultimate Fighting Championship llevado a cabo el 8 de junio de 2024 en las instalaciones del KFC Yum! Center en Louisville, Kentucky, Estados Unidos.

## Antecedentes
Este evento marcó la segunda visita de la promoción a Louisville y la primera desde marzo de 2011, en UFC Live: Sanchez vs. Kampmann.
Una pelea de peso mediano entre el ex-retador al Campeonato de Peso Mediano de UFC Jared Cannonier y Nassourdine Imavov encabezó el evento.
Una pelea de peso gallo se llevó a cabo entre Raúl Rosas Jr. y el ganador de peso gallo de The Ultimate Fighter 29, Ricky Turcios. Originalmente estaban programados para enfrentarse en UFC Fight Night: Moreno vs. Royval 2 el 24 de febrero, pero Rosas Jr. se vio obligado a retirarse justo antes de que comenzara la pelea debido a una enfermedad. Como resultado, la pareja se retrasó inicialmente una semana hasta UFC Fight Night: Rozenstruik vs. Gaziev antes de que finalmente la promoción la cancelara.
Como parte del evento se anunció brevemente una pelea de peso mediano entre Roman Dolidze y Michel Pereira. Sin embargo, Pereira afirmó que nunca firmó ningún contrato para la pelea y la pelea fracasó.
En los pesajes, Eduarda Moura pesó 116,5 libras, media libra por encima del límite de peleas sin título de peso paja femenino. La pelea se desarrolló en el peso acordado y Moura fue multada con el 20 por ciento de su bolsa, que fue para su oponente Denise Gomes.

## Bonificaciones
Los siguientes peleadores recibieron bonos de $50.000:
- Pelea de la Noche: No se otorgaron bonos.
- Actuación de la Noche: Raul Rosas Jr, Zach Reese, Brunno Ferreira y Carlos Prates